# Spoorlijn Aachen Nord - Aachen-Rothe Erde
De spoorlijn Aachen Nord - Aachen-Rothe Erde is een Duitse spoorlijn en als lijn 2560 onder beheer van DB Netze.

## Geschiedenis
Het traject werd door de Aachener Industriebahn Actiengesellschaft geopend in 1875 als goederenlijn. Tussen 1875 en 1876 heeft kortstondig personenverkeer plaatsgevonden op de lijn.

## Huidige toestand
Tussen Aachen Nord en Aachen-Rothe Erde wordt de lijn nog gebruikt voor de bediening van de wagonfabriek van Bombardier. Deze bediening vind plaats door Aixrail.

## Aansluitingen
In de volgende plaatsen is of was er een aansluiting op de volgende spoorlijnen:
Aachen Nord
DB 2555, spoorlijn tussen Aachen Nord en Jülich
Haaren
DB 2561, spoorlijn tussen Haaren en de aansluiting Kaisersruh
Aachen Rothe Erde
DB 2562, spoorlijn tussen Aachen Rothe Erde Rof en Aachen Rothe Erde Rpf
DB 2563, spoorlijn tussen Aachen-Rothe Erde en Hahn
DB 2600, spoorlijn tussen Keulen en Aken